# Huxleyia pentadonta
Huxleyia pentadonta is een tweekleppigensoort uit de familie van de Manzanellidae. De wetenschappelijke naam van de soort is voor het eerst geldig gepubliceerd in 1981 door Scarlato.